# Фридман, Давид бен-Самуил
Давид бен-Самуил Фридман или Давид (Довидл) бен Шмуэль Фридман, также Реб Довидл Карлинер или Довидл Карлинер Фридман (Бяла-Подляска, Седлецкая губерния — 1915, Пинск, Минская губерния), — российский раввинский авторитет; автор галахического кодекса «Пискей халахот».

## Биография
Родился в 1814 году, согласно ЕЭБЕ, или в 1828 году, согласно Электронной еврейской энциклопедии.
Состоял раввином в Карлине (предместье Пинска) с 1868 года.
В ноябре 1884 года участвовал в Каттовицском съезде палестинофилов.
Был почётным председателем съезда раввинов в Вильне в 1910 году.

## Труды

### «Пискей халахот»
Автор известного кодекса «Пискей халахот» («Галахические постановления»; «Piske Halachot» или «Piskei Halakhot»), расположенного в порядке Маймонидова кодекса. В 1898—1901 годы в Варшаве были изданы первые две части.
Это сочинение, являющееся результатом непрерывного труда в течение свыше 50 лет, состоит из краткого кодификационного текста, снабжённого обширным научным аппаратом, под названием «Яд Давид» («Рука Давида»). Фридман обнаруживает огромную эрудицию в талмудической литературе и ранней раввинской литературе, глубокий анализ и тонкое понимание первоисточников. Характерную особенность капитального труда Фридмана составляют полное игнорирование всей раввинской литературы, начиная с XV века, и большая независимость при решениях спорных вопросов правовой и религиозно-ритуальной практики.